# 欧州医薬品委員会
欧州医薬品委員会（おうしゅういやくひんいいんかい、Committee for Medicinal Products for Human Use, CHMP）は、以前はCPMP（Committee for Proprietary Medicinal Products）と呼ばれていた欧州医薬品庁の委員会で、ヒトが使用する医薬品に関するすべての問題について、欧州医薬品庁の意見を纏める役割を担っている。